# Ṣabāḥ Faḵrī
Ṣabāḥ Faḵrī (in arabo صباح فخري‎?), pseudonimo di Ṣabāḥ ad-Dīn ʾAbū Qaws (in arabo صباح الدّين أبو قوس‎?; Aleppo, 2 maggio 1933 – Damasco, 2 novembre 2021), è stato un cantante siriano. Divenne particolarmente famoso per le sue interpretazioni di qudūd ḥalabiyya (al singolare, qadd ḥalabī), canzoni popolari originarie della sua città natale e che Faḵrī ha contribuito a far conoscere in tutto il mondo.